# Punta San Carlos Fraccionamiento
Punta San Carlos Fraccionamiento är en ort i Mexiko.   Den ligger i kommunen Querétaro och delstaten Querétaro Arteaga, i den centrala delen av landet, 190 km nordväst om huvudstaden Mexico City. Punta San Carlos Fraccionamiento ligger 1 910 meter över havet och antalet invånare är 155.
Terrängen runt Punta San Carlos Fraccionamiento är kuperad åt nordost, men åt sydväst är den platt. Runt Punta San Carlos Fraccionamiento är det tätbefolkat, med 849 invånare per kvadratkilometer. Närmaste större samhälle är Santiago de Querétaro, 5,8 km sydost om Punta San Carlos Fraccionamiento. Runt Punta San Carlos Fraccionamiento är det i huvudsak tätbebyggt.